# Zeridoneus knulli
Zeridoneus knulli är en insektsart som beskrevs av Barber 1948. Zeridoneus knulli ingår i släktet Zeridoneus och familjen Rhyparochromidae. Inga underarter finns listade i Catalogue of Life.